# Кендери (станция)
Кендери — железнодорожная станция Казанского отделения Горьковской железной дороги — филиала ОАО «РЖД». Была открыта в 1936 году. Расположена на территории Высокогорского района Республики Татарстан. Примыкающие перегоны (Дербышки — Кендери и Кендери — Высокая Гора) — двухпутные, электрифицированные, оборудованы системой трёхзначной односторонней автоблокировки. Имеется переходной мост. Здание вокзала с северной стороны. На станции производится грузовая работа. Ответвляются подъездные пути на котельную микрорайона Дербышки, электрическую подстанцию 500 кВ «Киндери», ВЧ-74042, дистанцию дорожной эксплуатации.